# 1349
L'any 1349 (MCCCXLIX) va ser un any comú començat en dijous al calendari julià.

## Esdeveniments
Països Catalans
- 25 d'octubre - Llucmajor (Mallorca): a l'indret conegut des d'aleshores com es Camp de sa Batalla, s'hi esdevé la batalla de Llucmajor, en la qual les tropes de Pere III el Cerimoniós derroten les de Jaume III de Mallorca, per la qual cosa el primer incorporarà a Corona d'Aragó el regne de Mallorca.[1]

Món

## Naixements
Països Catalans
Món

## Necrològiques
Països Catalans
- 25 d'octubre - Llucmajor (Mallorca): Jaume III de Mallorca, en la batalla de Llucmajor.[2]

Món